# DHB-Supercup
DHB-Supercup eller Tyska supercupen, är en tysk handbollsturnering som består av en match. DHB-Supercup anordnas av Deutscher Handballbund och spelas sedan 1994 för herrar och 2008 för damer.

## Deltagare
Vinnarna i föregående års upplaga av Handball-Bundesliga och DHB-Pokal möter varandra i en avgörande match. Om samma lag har vunnit både ligan och cupen, möter det laget antingen tvåan i ligan eller tvåan i cupen.